# Пфайфер, Герхард
Ге́рхард Пфа́йфер (Пфейффер, нем. Gerhard Pfeiffer; 14 июня 1923, Лейпциг, Саксония — 27 июня 2000, Гамбург) — немецкий шахматист, международный мастер (1957), шахматный композитор.
Участник ряда чемпионатов ФРГ, лучшие результаты: 1950 — 4-е, 1953 — 4—6-е, 1955 — 3-е, 1959 — 4—5-е, 1961 — 5—6-е.
Занял 5-е место в зональном турнире 1957 года в Софии.
Лучшие результаты в международных соревнованиях: Травемюнде (1950) — 3—5-е, Блед (1950) — 5-6-е, Дортмунд (1951) — 4-е, Травемюнде (1951) — 4—5-е.
В составе сборной ФРГ участник следующих соревнований:
- 6 Олимпиад (1950—1960). На 9-й Олимпиаде (1950) в Дубровнике завоевал бронзовую медаль в команде, а также показал 3-й результат на 3-й доске.
- 2 командных чемпионата Европы: 1957 (показал 3-й результат на 4-й доске) и 1961 (показал 3-й результат на 6-й доске).
- 5 Кубков Клары Бенедикт (1957—1961). Завоевал 5 командных медалей: 3 золотые (1957, 1959 и 1960), серебряную (1961) и бронзовую (1958). Дважды показывал лучший результат на своей доске: 1957 (4-я доска) и 1961 (запасная доска).
- Матч СССР — ФРГ (1960).